# Weimar Roldán Ortiz
Weimar Alfonso Roldán Ortiz (Medellín, 17 de maig de 1985) és un ciclista colombià, especialista en el ciclisme en pista. Ha guanyat medalles al Campionat del món en pista, als Jocs Panamericans i als Jocs Centreamericans i del Carib, entre altres competicions.
També competeix en carretera i actualment milita a l'equip Medellín-Inder.

## Palmarès en pista
- 2008
  - 1r als Campionats Panamericans en Persecució per equips (amb Jaime Suaza, Edwin Ávila i Carlos Urán)
- 2010
  - Medalla d'or als Jocs Sud-americans en Persecució per equips (amb Juan Esteban Arango, Edwin Ávila i Arles Castro)
  - Medalla d'or als Jocs Centreamericans i del Carib en Madison (amb Juan Esteban Arango)
  - Medalla d'or als Jocs Centreamericans i del Carib en Persecució per equips (amb Juan Esteban Arango, Edwin Ávila i Arles Castro)
  - 1r als Campionats Panamericans en Puntuació
  - 1r als Campionats Panamericans en Madison (amb Carlos Ospina)
  - 1r als Campionats Panamericans en Persecució per equips (amb Juan Pablo Suárez, Edwin Ávila i Arles Castro)
- 2011
  - Medalla d'or als Jocs Panamericans en Persecució per equips (amb Juan Esteban Arango, Edwin Ávila i Arles Castro)
  - 1r als Campionats Panamericans en Persecució per equips (amb Juan Esteban Arango, Edwin Ávila i Arles Castro)
- 2014
  - Medalla d'or als Jocs Sud-americans en Persecució per equips (amb Juan Esteban Arango, Edwin Ávila i Arles Castro)
  - Medalla d'or als Jocs Centreamericans i del Carib en Puntuació
  - Medalla d'or als Jocs Centreamericans i del Carib en Persecució per equips (amb Juan Esteban Arango, Jordan Parra i Eduardo Estrada)

### Resultats a laCopa del Món en pista
- 2009-2010
  - 1r a Cali, en Persecució per equips
- 2011-2012
  - 1r a Cali, en Madison
- 2012-2013
  - 1r a Cali, en Persecució per equips

## Palmarès en ruta
- 2005
  - Campió panamericà sub-23 en contrarellotge
- 2006
  - Vencedor d'una etapa a la Volta a Colòmbia sub-23
- 2009
  - Vencedor d'una etapa a la Volta a Veneçuela
- 2011
  -  Campió de Colòmbia en ruta
  - Vencedor d'una etapa a la Clásica de Rionegro
- 2013
  - Vencedor d'una etapa al Tour de Rio
- 2014
  - Vencedor d'una etapa a la Volta a Colòmbia
- 2015
  - Vencedor d'una etapa al Tour de Rio
  - Vencedor d'una etapa al Clásico RCN
- 2017
  - Vencedor d'una etapa a la Volta a Astúries
  - Vencedor d'una etapa al Clásico RCN